# Nikita Andrejewitsch Kotin
Nikita Andrejewitsch Kotin (russisch Никита Андреевич Котин; * 1. September 2002 in Samara) ist ein russischer Fußballspieler.

## Karriere

### Verein
Kotin begann seine Karriere bei Krylja Sowetow Samara. Im Januar 2020 wechselte er zu ZSKA Moskau. Dort gehörte er zwar dem Profikader an, kam bis zum Ende der Saison 2019/20 allerdings nie für die Profis zum Einsatz. Nachdem er bis zur Winterpause 2020/21 erneut nicht zum Einsatz gekommen war, wurde er im Februar 2021 an den Zweitligisten Irtysch Omsk verliehen wurde. Dort debütierte er im März 2021 gegen Alanija Wladikawkas in der Perwenstwo FNL. Bis zum Ende der Leihe kam er allerdings verletzungsbedingt nur viermal zum Einsatz, mit Omsk stieg er zu Saisonende aus der zweiten Liga ab.
Zur Saison 2021/22 kehrte Kotin nicht mehr nach Moskau zurück, sein Vertrag wurde im Juli 2021 aufgelöst. Daraufhin wechselte er im August 2021 zum Ligakonkurrenten FK Rostow. Für Rostow kam er in der Saison 2021/22 aber nur einmal im Cup zum Einsatz. Zur Saison 2022/23 wurde er an den Drittligisten PFK Sokol Saratow verliehen. Für Sokol absolvierte er 28 Spiele in der Perwenstwo PFL. Zur Saison 2023/24 wurde er an den Zweitligisten Schinnik Jaroslawl weiterverliehen. Für Schinnik absolvierte er 28 Zweitligapartien. Zur Saison 2024/25 wurde er ein drittes Mal verliehen, diesmal an den Erstligisten Dynamo Machatschkala.

### Nationalmannschaft
Kotin spielte ab 2018 für russische Jugendnationalteams. Mit der U-17-Auswahl nahm er 2019 an der EM teil. Während des Turniers kam er in allen drei Partien der Russen zum Einsatz, Russland schied punktelos in der Gruppenphase aus.